# ヴァージン・スーサイズ
『ヴァージン・スーサイズ』（The Virgin Suicides）は、1999年のアメリカ合衆国の映画で、ソフィア・コッポラの初監督作品。
原作はアメリカの作家、ジェフリー・ユージェニデスが1993年に発表した『ヘビトンボの季節に自殺した五人姉妹』（早川書房刊）である。

## あらすじ
1970年代のミシガン州が舞台。リスボン家にはテレーズ、メアリー、ボニー、ラックス、セシリアという美しい5人姉妹がおり、近隣の少年たちの憧れの的であった。しかしある日、末っ子のセシリアが手首を切ってしまう。手首を切った理由を聞かれ「死にたかったわけではない。自分を消したかった。」と話すセシリア。一命をとりとめたセシリアだったが、家に戻ってから数日もしないうちに、2階から身を投げて外の柵に刺さり、死んでしまう。

## キャスト
| 役名                             | 俳優                     | 日本語吹替 |
| -------------------------------- | ------------------------ | ---------- |
| ロナルド・リスボン               | ジェームズ・ウッズ       | 水野龍司   |
| リスボン夫人                     | キャスリーン・ターナー   | 藤生聖子   |
| ラックス・リスボン（14歳）       | キルスティン・ダンスト   | 皆口裕子   |
| ボニー・リスボン（15歳）         | チェルシー・スウェイン   | 奥島和美   |
| メアリー・リスボン（16歳）       | A・J・クック             | 高森奈緒   |
| セシリア・リスボン（13歳）       | ハンナ・ホール           | 桑島法子   |
| テレサ・リスボン（17歳）         | レスリー・ヘイマン       | 津々見沙月 |
| トリップ・フォンテーン           | ジョシュ・ハートネット   | 川島得愛   |
| ティム・ウェイナー               | ジョナサン・タッカー     |            |
| ポール                           | ロバート・シュワルツマン | 野島健児   |
| ジェイク                         | ヘイデン・クリステンセン |            |
| ムーディー神父                   | スコット・グレン         | 中博史     |
| ホニカー医師                     | ダニー・デヴィート       | 楠見尚己   |
| トリップ・フォンテーン（成人後） | マイケル・パレ           | 三宅健太   |
| ナレーター                       | ジョヴァンニ・リビシ     |            |

## VHS&DVD
販売元 タキ・コーポレーション、発売元 東北新社。